# Idade da Pedra na Suécia

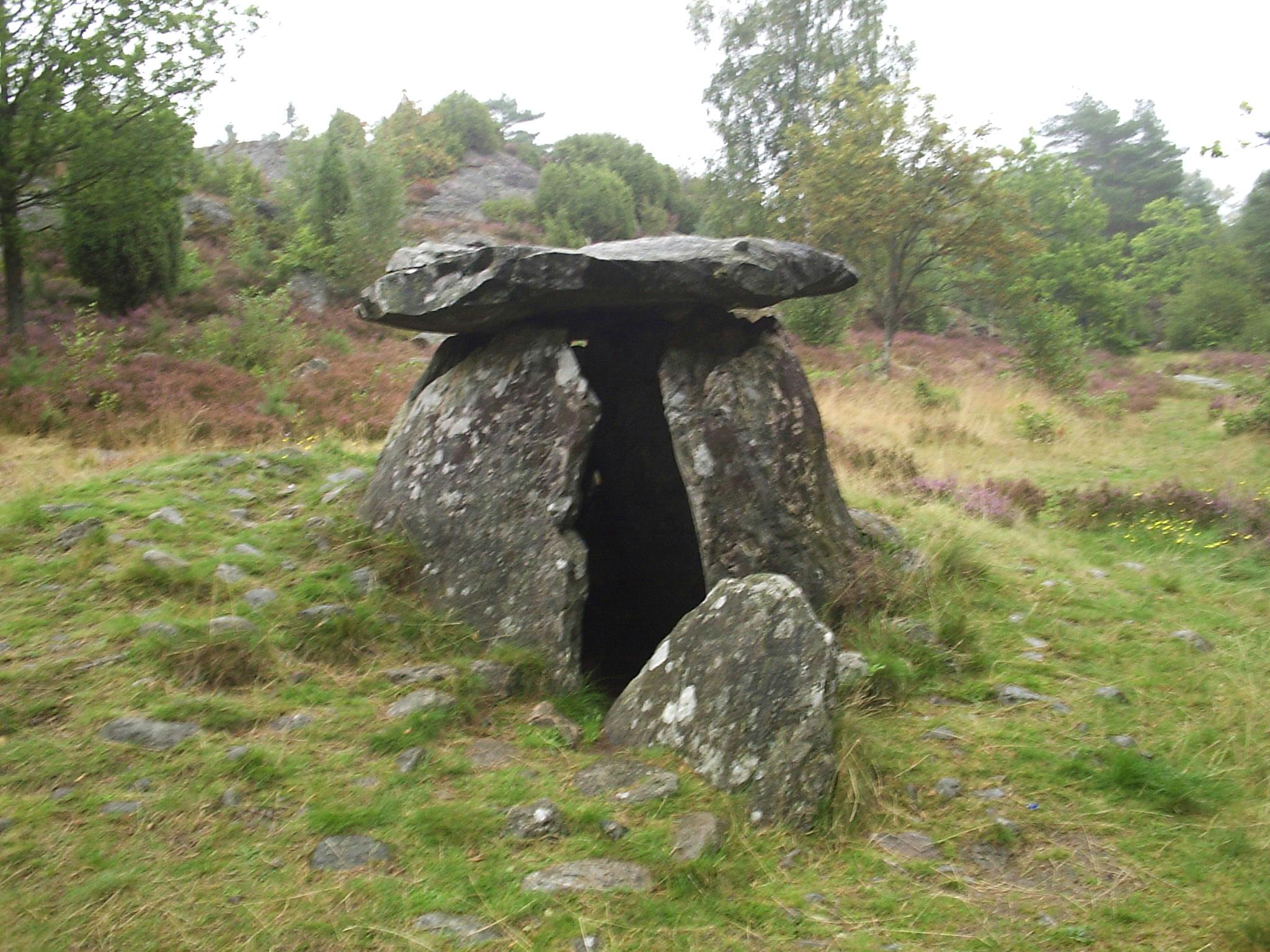
Dólmen de Haga, na ilha de Orust

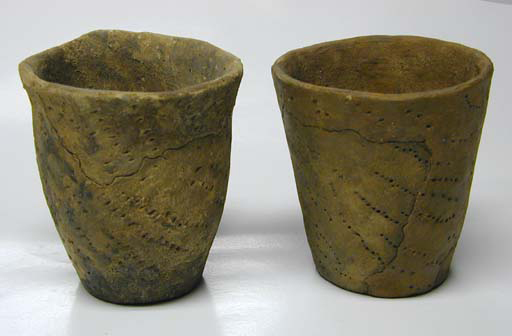
Cerâmica da Idade da Pedra na Gotalândia Ocidental

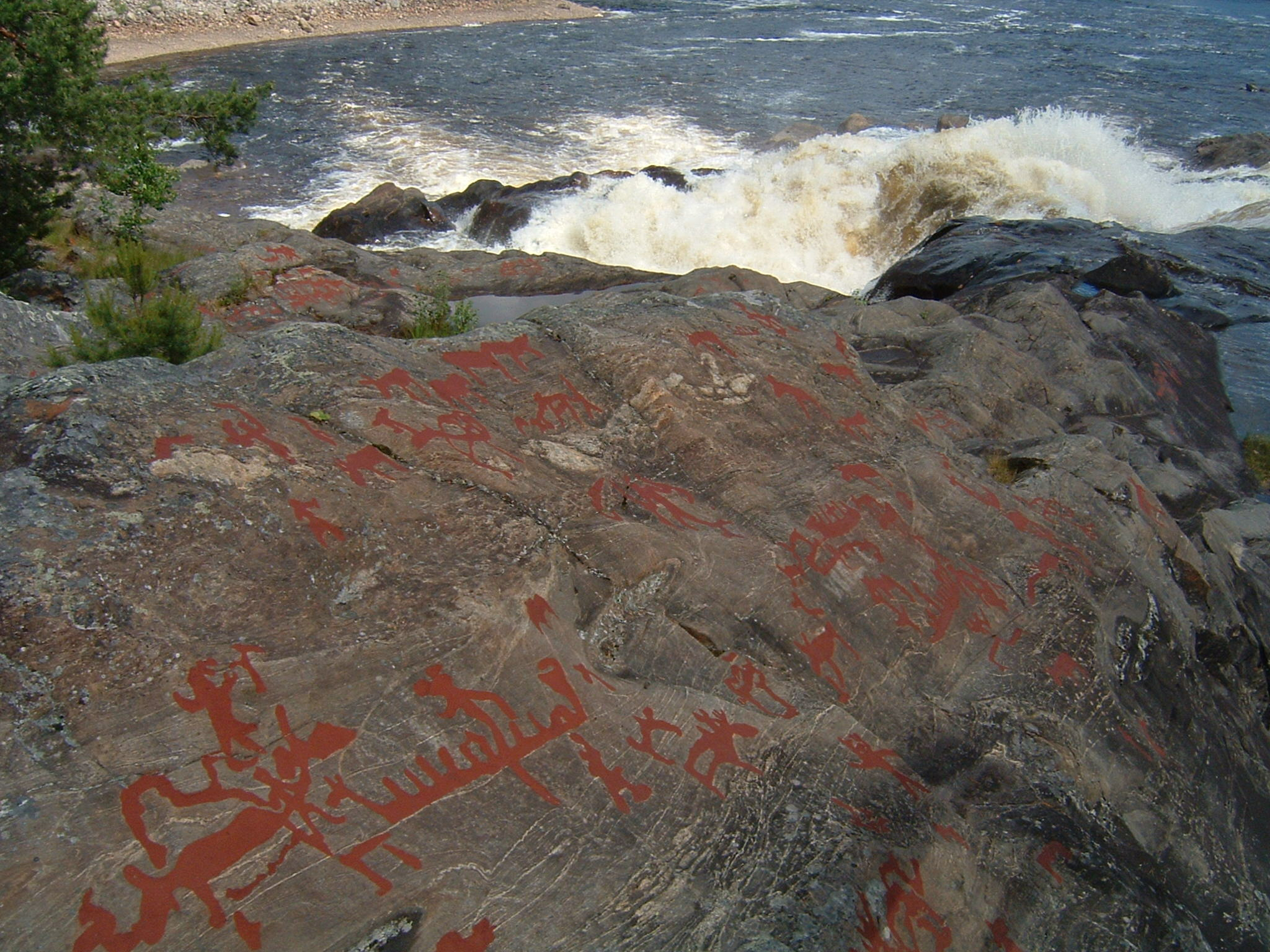
Gravuras rupestres de Nämforsen, na Ångermanland, datando do final da Idade da Pedra e do início da Idade do Bronze.

Com o recuo dos glaciares que cobriam a Escandinávia, por volta de 12 000 a.C., ficou a descoberto uma passagem terrestre à Europa continental, banhada a leste pelo mar Báltico, que era então um mar fechado e de água doce. Os primeiros grupos nómadas de caçadores de renas, provenientes da Europa, atravessaram a ligação entre a Europa e a Península da Escandinávia por volta de 10 000 a.C., estabelecendo-se no Sul da Suécia, na atual Escânia e Halândia. Estes primeiros habitantes viviam da caça, da pesca e da recolha de alimentos, dispondo de um enorme território e sem terem necessidade de entrar em conflitos uns com os outros.

## Idade da Pedra Antiga
O período mais antigo da Idade da Pedra na Suécia é designado pelos historiadores suecos por Idade da Pedra Antiga (Äldre stenåldern) ou Era dos Caçadores (Jägarstenåldern), e é datada aproximadamente entre 10 000 e 4 000 a.C.. Existem vestígios da presença humana no país desde esses tempos - como por exemplo: pontas de setas usadas pelos caçadores da época, machados, enxadas, ferramentas micrólitas, lixos domésticos contendo conchas de ostras, vasos de cerâmica, e o esqueleto da Mulher de Barum (Bäckaskogskvinnan) datado de 6 000-7 000 a.C..A subsistência era completada pela recolha de alimentos vegetais.

## Idade da Pedra Recente
O período seguinte – apelidado pelos historiadores suecos de Idade da Pedra Recente (Yngre stenåldern) ou de Era dos Camponeses (Bondestenåldern), e datado aproximadamente entre 4 000 e 1 800 a.C. - é marcado pelo advento da agricultura e da pecuária, sendo a subsistência assegurada paralelamente pela caça, pesca e recolha de alimentos vegetais. Apesar de o clima ter ficado um pouco mais frio e úmido, ainda era fácil viver da caça, da pesca e da recolha de vegetais, proporcionando a agricultura e habitação sedentária um novo estilo de vida cada vez mais dominante face à vida nómada. Uma conquista importante deu-se quando o homem aprendeu a fazer peças de sílex com arestas afiadas, que podiam ser usadas em armas de caça e utensílios de corte. Como reflexo da cultura desta época, aparecem então os monumentos funerários megalíticos - dólmens, túmulos em corredor e cistas - de dimensões variadas e contendo as sepulturas de uma ou mais pessoas, chegando até à centena de indivíduos enterrados num só túmulo.